# 닛폰 TV 일요일 밤 10시 30분 드라마
일본 TV 일요일 10시 30 분 프레임 연속 드라마는 지난 4기에 걸쳐 일본 TV 계열 일요일 22:30 - 23:24 (JST )에 방송 된 해외 드라마의 방송 시간의 명칭이다.

## 역사
이 틀에서 해외 드라마는 가장 오래된, 1968년 7월28 일 일요일 21:30 테두리 교환으로 시작했다 "내일없는 남자 '가 처음이지만, 종료 후 장기간에 걸쳐 해외 드라마는 중단, 그동안은 현재 일요일 아침에 방송되는 「멀리 가고 싶다」(요미우리 TV 제작) 등이 방송되고 있었다.
1976년 봄 개편으로 '멀리 가고 싶다」가 일요일 8:30로 이동하면 6년 반 만에 해외 드라마를 재개 이후 「전일본 프로 레슬링 중계'등으로 2 번 중단하면서 해외 드라마를 계속했다. 내용은 서스펜스물이나 액션물이 주류였지만, 1980년대에 들어서면서 나중에 수요일 21:00로 이동하는 '에어 울프'등 메카닉 액션도 방송되고 있는 것처럼 되었다.
이후 1990년부터 1991년까지 편성이 재개되어 방영이 꾸준히 이루어졌으나 추후에 개편이 이루어지면서 해외 드라마 대신에 버라이어티 방송의 편성이 이루어지게 되었다가 23년만인 2015년부터 이 틀에서 《일요드라마》라는 명칭으로 닛폰TV 제작 드라마가 다시 편성되어 방송이 재개되고 있다.

## 계열국에서의 편성
- 요미우리 TV, 삿포로 TV, 시즈오카 제일 TV는 한때 동시 넷했다 (스폰서 로컬).
- 해외 드라마 제 4 기까지 계열 국의 동시 넷은 희소했다. 이것은 해외 드라마 제 4 기 종료까지 본 테두리가 로컬 영업 범위에서 TBS 「국립 극장 '지연 넷에 본 틀을 충당 방송국이 많았기 때문에었지만 "국립 극장"을 동시 그물 방송국이 있던 지역에서도 다른 계열 (도쿄 · 텔레비 아사히의 프로그램이 많았다) 지연 넷에 충당국 '일요일 양화 극장」의 동시 넷에 충당 국이 대부분이며, 큐슈 등 국 자체로 지연 넷 편성을 할 크로스 넷 방송국도 있었기 때문이다.